# The Perfect Lover
The Perfect Lover er en amerikansk stumfilm fra 1919 af Ralph Ince.

## Medvirkende
- Eugene O'Brien som Brian Lazar
- Lucille Lee Stewart som Byfield
- Marguerite Courtot som Eileen Hawthorn
- Mary Boland som Whitney
- Martha Mansfield som Mavis Morgan